# Vincent Curatola
Vincent Curatola (* 16. August 1953 in Englewood, New Jersey) ist ein US-amerikanischer Schauspieler und Drehbuchautor, der vor allem durch seine Rolle als kettenrauchender, berechnender New Yorker Mafioso Johnny Sack aus der HBO-Serie Die Sopranos bekannt ist.

## Leben
Neben der Schauspielerei arbeitet Curatola als Lehrer in der Schauspielschule seines Schauspielkollegens Michael Imperioli, der in Die Sopranos die Rolle des Christopher Moltisanti spielte, in New York City und als Sänger. Als Sänger hatte er mehrere Auftritte mit der Band Chicago. 
Curatola lebt mit seiner Frau Maureen in Upper Saddle River.

## Filmografie (Auswahl)
- 1996: Gotti
- 1999–2007: Die Sopranos (The Sopranos, Fernsehserie, 33 Folgen)
- 2004: Third Watch – Einsatz am Limit
- 2005: Dick und Jane
- 2012: Killing Them Softly
- 2013: Nicky Deuce
- 2016: The Blacklist (Fernsehserie, Staffel 3, Folge 13)
- 2016: Boston (Patriots Day)

## Nominierung für Filmpreise
- Screen Actors Guild Award
  - 2002: Nominiert, "Outstanding Performance by an Ensemble in a Drama Series" – Die Sopranos
  - 2004: Nominiert, "Outstanding Performance by an Ensemble in a Drama Series" – Die Sopranos